# کائورو یاچیگوسا
کائورو یاچیگوسا (انگلیسی: Kaoru Yachigusa؛ زادهٔ ۶ ژانویهٔ ۱۹۳۱) هنرپیشه اهل ژاپن است. وی از سال ۱۹۴۷ میلادی تاکنون مشغول فعالیت بوده‌است.
از فیلم‌هایی که وی در آن نقش داشته است، می‌توان به سامورایی ۲: دوئل در معبد ایچی‌جوجی، سامورائی ۱: موساشی میاموتو، سامورایی قاتل، سامورائی ۳: دوئل در جزیره گان‌ریو، گذرگاه بزرگ و مادام باترفلای اشاره کرد.